# Cars restoration
Les princes du tuning ou Cars restoration (Overhaulin') est une émission de télévision américaine consacrée à l'automobile, diffusée  aux États-Unis de 2004 à 2008 et de 2012 à 2015, initialement sur TLC puis sur d'autres chaînes du groupe Discovery Communications. En France, l'émission est d'abord diffusée par Discovery Channel le titre original étant traduit en  Les princes du tuning, puis par RMC Découverte, à partir du 15 février 2016, sous le nom de Cars restoration. 

## Concept
Présenté par Chris Jacobs et le designer Chip Foose, chaque épisode commence par l'enlèvement d'un véhicule ancien à l'aide de complices, proches de son propriétaire. Le véhicule est ensuite complètement restauré et amélioré en secret. L'épisode se termine par la restitution du véhicule à son propriétaire étonné.

## Épisodes
Dans certains épisodes, les propriétaires ou les complices sont des célébrités; on retrouve ainsi Jay Leno ou Johnny Depp et Amber Heard.
Dans le dernier épisode de la saison 8 se déroulant au SEMA Show de Las Vegas, Mike Brewer, présentateur de Wheeler Dealers, fait une apparition, alors que Chip et son équipe finalisent la rénovation d'une Chevrolet Bel Air 1957.